# Eleazar ben Simeon
Eleazar ben Simeon (o Rabbi Eleazar figlio di Rabbi Simeon; in ebraico אלעזר ברבי שמעון ‎?, lett. Eleazar beRabbi [figlio di Rabbi] Shimon, o רבי אלעזר בן שמעון , lett. Rabbi Eleazar ben [figlio di] Shimon) (Galilea, II secolo – Akbara, ...) era un rinomato saggio ebreo, rabbino Tanna della 5ª generazione (170 - 200 e.v.),.
Contemporaneo di Rabbi Judah haNasi e figlio del rinomato Rabbi Shimon bar Yochai, uno dei personaggi principali dello Zohar. In giovinezza era ricercato dal governo romano allora al potere ma successivamente collaborò con esso in qualità di commissario della sicurezza e dell'ordine pubblico. Ci sono varie storie leggendarie sulla sua dimensione fisica insolita. Verso la fine della sua vita scelse di venir tormentato dal dolore quale penitenza per essere stato ai servizi dell'odiato Impero. Morì ad Akbara, nella Galilea settentrionale, ed alcune leggende raccontano dei molti miracoli che avvennero a nome suo.